# Свайка (игра)
Игра́ в сва́йку — русская народная игра, заключающаяся в попадании свайкой — заострённым железным стержнем с массивной головкой — в кольцо или несколько колец, лежащих на земле. Игра была широко распространена как среди взрослых мужчин, так и среди детей.
Об игре упоминали иностранные путешественники по России: «мальчики играют заострёнными кусками железа, норовя попасть в лежащее на земле кольцо». Археологические находки свидетельствуют об игре в свайку уже в XVI веке.
По одной из версий, царевич Дмитрий погиб в 1591 году, когда «тешился сваею в кольцо».
К игре в свайку близка более распространённая в последнее время игра в «тычку» ножиком.

## Инвентарь
- Свайка и кольцо.Одно или несколько толстых железных колец диаметром 4—5 см.
- Свайка — заострённый железный стержень длиной около 10 -30см. Вес свайки мог быть различным: для детей изготавливали уменьшенные свайки весом от 100 до 800 г, для взрослых — более тяжёлые — от 2 [4] до 8 кг. Массивная головка свайки могла быть круглой или гранёной.

## Правила игры
Одно из первых описаний игры в свайку оставил Бернгард Таннер, посетивший Москву с польским посольством в 1678 году:

Простолюдины чаще всего собираются на улицах, где шагах в трёх от себя бросают на землю железное колечко величиною с наш флорин. Один из них нагибается; другой, хорошенько разбежавшись, прыгает ему на спину и, сидя на нём, кидает в колечко заострённою железкой, изображённою здесь, держа её за остриё, а другой беспрестанно ему её подает. Сколько раз попадёт он в середину колечка, столько раз позволяется ему и промахнуться; а промахнётся он разом больше, чем попал — он тогда теряет игру и должен в свою очередь на своей спине держать другого до тех пор, пока тот и сам не промахнётся. В таких занятиях проводят они иной раз по несколько часов. От ежедневного упражнения в этой игре иные из них так наловчаются, что к удивлению присутствовавших и дурноте согнутого под бременем бедняги попадали в середину колечка двадцать и более раз.

Известно много вариантов правил игры в свайку.
- Играющие становятся в круг, бросают на землю кольцо и поочерёдно мечут свайку так, чтобы она воткнулась в землю, пройдя через кольцо (пригвоздив кольцо к земле). Каждый играющий бьёт до промаха, то есть до тех пор, пока свайка или не воткнулась в землю или воткнулась вне кольца, не коснувшись его. Воткнуть свайку в землю, «чокнув», то есть ударив кольцо, — считается за один удар; воткнуть в самое кольцо — за три удара, а если кольцо от воткнутой свайки укатится, то считают столько ударов, сколько уместится ступней ноги от свайки до укатившегося кольца. Если свайка, попав в кольцо, упадёт в нём, не воткнувшись в землю, игрок лишается всех выигрышей. Эту неудачу игроки называют «захлебнулся». Выигрыш считается до 10, 20 или любого числа, оговорённого в начале игры. Тот игрок, который их набрал, считается вышедшим. Промахнувшийся — «служит», подаёт игрокам свайку до тех пор, пока не подойдёт его очередь или пока кто-нибудь из промахнувшихся не сменит его. Игрок, набравший большее число ударов, считается победителем, он забивает свайку как можно глубже в землю, а проигравший (набравший меньшее число ударов) «тащит редьку» — пытается вытащить свайку; иногда это приходится делать, по условиям игры, зубами. Можно вводить ужесточение правил для более опытных игроков. Если первый игрок сразу попал свайкой в кольцо, он считается выигравшим 3 удара, но если после него так же удачно попал и второй игрок, первый лишается своего выигрыша, а у второго выигрыш будет уже не 3, а 6 ударов. Если каждый следующий тоже сразу попадёт в кольцо, у предыдущего отнимается из выигрыша 3 удара[6].

- Сначала играющие поочерёдно бросают свайку в кольцо, стараясь, чтобы она своим острым концом воткнулась в него. Первый попавший в кольцо называется «маткой», остальные — «детками» или «сынками». Если среди них оказывается несколько не попавших в кольцо, то они кидают свайку до тех пор, пока не останется один не попавший. На него возлагается обязанность подавать всем игрокам свайку во время игры. Далее начинается «сажание редьки»: подавальщик передаёт свайку последнему попавшему в кольцо; игрок берёт свайку за головку и бросает её в землю около кольца так, чтобы свайка ушла в землю как можно глубже — это и есть «сажание редьки». Подающий вынимает свайку и вновь подаёт тому же игроку, тот её бросает таким же образом. В третий раз игрок уже не «редьку сажает», а старается попасть свайкой в кольцо. Если попадёт, то подающий подаёт ему свайку до трёх раз. Затем так же поступают со следующим игроком. В конце концов свайка передается «матке», который так же два раза «сажает редьку», а в третий раз старается попасть в кольцо. Если попадёт, то прежний подавальщик снова должен подавать всем игрокам свайку; если не попадёт, то игра начинается заново. При этой игре наблюдаются следующие условия:
  - если игроки — мастера своего дела, то может случиться так, что в начале игры все они попадут в кольцо; тогда все бросают по второму разу;
  - если кто-нибудь во время игры, не дождавшись подачи свайки, сам возьмёт её, то подавальщик говорит: «Чур за свайку», — и передаёт свою обязанность нетерпеливому;
  - иногда «редьку» посадят так глубоко, что подавальщик сам не может вытащить её, тогда можно помочь ему, только прежде, чем взяться за свайку, нужно сказать: «Чур не за свайку»[7].

## В народной культуре
В терминологии и инвентаре игры отчетливо прослеживаются пережитки дохристианских верований и половая символика женского и мужского начал с явным преобладанием последнего. Русская поговорка «именье идёт не в кольцо, а в свайку» — иносказательный образ порядка наследования по мужской линии, выраженный через инвентарь игры. Первоначальная символика игры сохранилась в словах былины о Ставре Годиновиче, где неузнанная мужем жена открывается ему при помощи традиционных метафор:

Гой еси, Ставер, веселой молодец,

Как ты меня не опознываешь?

А доселева мы с тобой в свайку игрывали:

У тебя де была свайка серебряная,

А у меня кольцо позолоченное,

И ты меня поигрывал,

А я тебе толды-вселды.— Огибенин Б. О русской словесности и поэтике непристойного языка // Amour et érotisme dans la littérature russe du XXe siècle / éd. par Leonid Heller. — Bern — New York: Peter Lang, 1992.
Та же семантика сохранилась в арготической лексике начала XX века и в произведениях современных авторов.

## В литературе и искусстве
В XVIII — начале XIX веков игра была любима как в дворянской среде, так и среди простого люда. Не случайно многие литераторы посвятили игре тёплые слова. Характерны строки стихотворения Н. М. Языкова «К А. Н. Вульфу»:
Нашу праздность тешит свайка…

Право, славная игра!

Тяжкий гвоздь стойком и плотно

Бьёт в кольцо; кольцо бренчит;

Вешний вечер беззаботно

И невидимо летит…
Н. В. Гоголь назвал её «прямо-русскою» игрой.
Появление в начале XIX века интереса русских художников к народной жизни обусловило создание скульптур «Юноша, играющий в свайку» Александра Логановского и «Юноша, играющий в бабки» Николая Пименова, представленных на выставке Академии художеств в 1836 году. Скульптуры привлекли к себе внимание А. С. Пушкина, написавшего стихотворения «На статую играющего в свайку» и «На статую играющего в бабки». Эти фигуры были отлиты из чугуна на Александровском казённом чугунолитейном заводе и в 1838 году установлены перед колоннадой Александровского дворца.
В историческом романе А. К. Толстого «Князь Серебряный» (1863) описывается игра в свайку опричников Ивана Грозного в резиденции царя в Александровой слободе: «Время от времени по двору прохаживались опричники; другие сидели на скамьях и играли в шахматы или в зернь. Так называли тогда игру в кости. Иные, собравшись в кружок, бросали свайку и громко смеялись, когда проигравший несколько раз сряду вытаскивал из земли глубоко всаженную редьку».
В романе Льва Толстого «Война и Мир» (1869), во втором томе, также упоминается игра в свайку: «Вечер разгулялся; около соседней землянки два офицера с юнкером играли в свайку, со смехом засаживая редьки в рыхлую грязную землю. Ростов присоединился к ним». Из этого отрывка можно увидеть, что игра была не только в народе, но и в среде аристократии.

## В настоящее время
В настоящее время с игрой в свайку можно познакомиться во время фольклорных праздников.

## Поговорки
- «Перековал лемех на свайку».
- «Есть деньги, так в свайку; нет денег, так в схиму».
- «На лице чёрт в свайку играл». О лице человека, пострадавшего от оспы[19].
- «На перекрестке черти яйца катают, в свайку играют.»[20]